# تفنگدار دریایی ۶: یک چهارم پایانی
تفنگدار دریایی ۶: یک چهارم پایانی (به انگلیسی: The Marine 6: Close Quarters) یک فیلم اکشن آمریکایی محصول سال ۲۰۱۸ که ششمین و آخرین قسمت از سری فیلم‌های تفنگ دار دریایی می‌باشد. د میز برای چهارمین بار در کنار همرزمان کشتی‌گیر شاون مایکلز و بکی لینچ به این مجموعه فیلم برگشتند.

## بازیگران
- مایک د میز ... جیک کارتر
- شاون مایکلز ... لوک تراپر
- بکی لینچ ... مادی هیز
- لوئیزا کانولی-برنام در نقش سارا دیلون
- ترنس مینارد در نقش شاون تیلور
- تیم وودوارد ... تامی واکر
- مارتین فورد در نقش اسکار هایز
- آنا دمتریو در نقش کاترینا رودریگز
- مایکل هیگز به عنوان گراهام تورنس
- دانیل ادیگبیگا در نقش لوئیس رونی
- الک نیومن در نقش پاتریک دیلون
- هستر روف
- الی گوفی
- دیوید ویلیام برایان

## داستان
جیک کارتر و لوک ترپر یکی دیگر از افسران سابق نیروی دریایی، برای نجات یک نوجوان ربوده شده توسط گروهی خلافکار با یکدیگر متحد می‌‎شوند و…